# Adam Krężel (polityk)
Adam Krężel (ur. 29 listopada 1871 w Przerytym Borze, zm. 3 grudnia 1945 w Borowej) – polski polityk, działacz PSL „Piast”.

## Życiorys
Urodził się 29 listopada 1871 roku w Przerytym Borze jako syn Józefa i Anny z domu Kozioł. Ukończył szkołę ludową w Jastrząbce Starej. W latach 1889–1893 na emigracji w USA, gdzie początkowo pracował na farmie, następnie jako kamerdyner u konsula irlandzkiego. Po powrocie do kraju i odbyciu służby w armii austriackiej zamieszkał w rodzinnej wsi. Pisarz gminny w Jastrząbce Starej i Przerytym Borze, 1906–1919 wójt gminy Przeryty Bór. Członek. PSL (od 1907 roku w RN), od 1913 roku członek PSL „P” (1924–1926 członek RN). W latach 1908–1914 poseł do galicyjskiego Sejmu Krajowego, w 1910 roku zastępca posła do austriackiej Rady Państwa. Przewodniczący Sejmiku Powiatowego, członek Rady Powiatowej i rady przybocznej starostwa w Pilźnie, organizator kółek rolniczych i spółdzielni „Cepy”, wiceprezes spółki producentów bydła w Pilźnie, członek rady nadzorczej spółki rolniczej w Lasowej,  Członek Towarzystwa Kółek Rolniczych we Lwowie, prezes jego Zarządu Powiatowego w Pilznie (1914).
Od 1919 wiceprezes Małopolskiego Towarzystwa Rolniczego. W 1921 roku zamieszkał w Borowej, gdzie prowadził własne gospodarstwo. Zmarł 3 grudnia 1945 w Borowej.

## Działalność polityczna
Poseł na Sejm Ustawodawczy (1919–1922) i Sejm I kadencji (1922–1927). W 1919 roku mandat uzyskał z listy nr 2 w okręgu wyborczym nr 42 (Tarnów); nr 1 (PSL). W 1922 roku zdobył mandat jako zastępca posła na liście państwowej (ślubowanie złożył 5 listopada 1925) nr 1 (PSL) po zrzeczeniu się mandatu przez poprzednika, Augusta Lizaka

## Rodzina
Żonaty z Katarzyną z domu Wiercioch; (od 1901 roku) mieli dziewięcioro dzieci.